# Гварамадзе Вахтанг Миколайович
Вахтанг Миколайович Гварамадзе (нар. 1928 — пом. ?) — радянський грузинський футболіст, півзахисник.

## Життєпис
Розпочинав грати в дублі «Динамо» (Тбілісі) в 1946 році. Кар'єру провів у командах класу «Б» і КФК «Спартак» Тбілісі (1948-1949, 1953), БО (Тбілісі) (1951-1952, 1959), «Металург» Дніпропетровськ (1954).
Півфіналіст Кубку СРСР 1954.